# Comité Paralímpico Nacional de las Islas Salomón
El Comité Paralímpico Nacional de las Islas Salomón es el comité paralímpico nacional que representa a las Islas Salomón. Esta organización es la responsable de las actividades deportivas paralímpicas en el país. Es miembro del Comité Paralímpico Internacional y del Comité Paralímpico de Oceanía.